# 宿州市 (县级市)
宿州市，中国旧地名，曾是安徽省县级市。
1979年9月10日，国务院批准设立县级宿州市，以宿县城关镇为宿州市行政区域，由宿县地区管辖，并作为宿县地区专员公署驻地。1980年1月30日，宿县城西区的6个公社被划入宿州市，同年2月29日，宿州市人民政府成立。1981年10月，淮北市宿东区撤销，划入宿州市。1992年11月20日，民政部以民行批〔1992〕152号文批准宿县、宿州市县市合并，设立新的宿州市。
1998年12月6日，国务院以国函〔1998〕102号批准撤销宿县地区、县级宿州市，设立地级宿州市，同时设立宿州市埇桥区管辖原县级宿州市的行政区域。